# Momoland
Momoland (kor. 모모랜드, zapis stylizowany: MOMOLAND) – południowokoreański girlsband założony w 2016 roku przez Dublekick Company. Grupa oficjalnie zadebiutowała 10 listopada 2016 roku, wydając minialbum Welcome to Momoland. W skład zespołu weszły zwyciężczynie programu survivalowego Finding Momoland emitowanego na kanale Mnet. W skład zespołu wchodzi obecnie sześć członkiń: Hyebin, Jane, Nayun, JooE, Ahin oraz Nancy.

## Historia

### 2016–2017: debiut
W czerwcu 2016 roku miał swoją premierę program survivalowy Finding Momoland stacji Mnet, w którym wybrano grupę siedmiu osób spośród dziesięciu uczestniczek. Zdecydowano o debiucie grupy, ale ostateczna misja nie zgromadziła 3000 widzów, więc oficjalny debiut został przesunięty na później w celu przygotowania ich debiutu, promocyjnych eventów i fanmeetingów. 26 października 2016 roku Momoland zostały wyznaczone na ambasadorki International Relief Development NGO Plan Korea. Debiutancka prezentacja grupy odbyła się 9 listopada tego samego roku. 10 listopada ukazał się debiutancki minialbum Welcome to Momoland, a zespół po raz pierwszy wystąpił w programie muzycznym M Countdown. 27 grudnia sześć członkiń, z wyjątkiem Yeonwoo, która przerwała aktywności w grupie z powodu bólu pleców, wystąpiło w SBS Gayo Daejeon. W październiku 2016 roku Momoland, jako ambasadorki International Relief Development NGO Plan Korea, zgłosiły się na ochotnika do wioski Pak Luong w Wietnamie w dniach 12-16 stycznia 2017 roku, aby zachęcić studentów Happy Mov do wzięcia udziału w pracach budowlanych przedszkola.
28 marca ogłoszono, że Daisy – była stażystka JYP Entertainment – dołączy do zespołu. W ośmioosobowym składzie odbył się pierwszy comeback Momoland – singel pt. „Wonderful Love” (kor. 어마어마해 Eomaeomahae) ukazał się 26 kwietnia 2017 roku. 10 kwietnia 2017 roku do grupy dołączyła była uczestniczka programu Produce 101 – Kim Tae-ha. 25 kwietnia grupa ogłosiła nazwę swojego oficjalnego fanklubu – „Merry-Go-Round”. 22 sierpnia 2017 roku ukazał się drugi minialbum zespołu, Freeze!, razem z teledyskiem do głównego singla „Freeze” (kor. 꼼짝마).

### 2018: Przełom zGreat!,Fun to The World
3 stycznia 2018 roku Momoland wydały trzeci minialbum Great!, z głównym singlem „Bboom Bboom” (kor. 뿜뿜). W tym samym miesiącu zespół Serebro oskarżył Momoland o plagiat ich piosenki „Mi Mi Mi”. Kompozytor piosenki „Bboom Bboom”, Shinsadong Tiger, zaprzeczył zarzutom, wskazując, że linia basowa i progresja akordów są powszechnie słyszane się w gatunkach retro house czy electro swing. 11 stycznia grupa wystąpiła i wygrywała w programie M Countdown. Wygrały również w programach Show Champion (31 stycznia) i The Show (6 lutego).
Od 28 lutego do 4 marca 2018 roku odbywały się aktywności promocyjne Momoland w Tokio i Osace. Grupa zgromadziła 25 tys. widzów podczas imprez w Japonii w ciągu czterech dni. Około stu przedstawicieli mediów uczestniczyło również w prezentacji w Tower Records w Shibuyi. Wykonały także takie utwory jak „Jjan! Koong! Kwong”, „Freeze”, „Wonderful Love” (wersja EDM) i „Bboom Bboom”. Momoland podpisały też kontrakt z King Records, informując jednocześnie o swoim nadchodzącym debiucie w Japonii 13 czerwca 2018 roku, a także wydanie singla – japońskiej wersji singla „Bboom Bboom”.
W maju agencja zapowiedziała także kolejny krajowy comeback grupy. Minialbum Fun to The World ukazał się 26 czerwca, z głównym singlem „BAAM”. 9 sierpnia piosenka „Bboom Bboom” zdobyła platynowy certyfikat za 100 milionów streamów.

### 2019–2020:Show Me,Chiri Chiri,Thumbs Upi zmiany w składzie
Piąty minialbum zespołu, zatytułowany Show Me, ukazał się 20 marca 2019 roku. W comebacku nie wzięły udziału Daisy oraz Taeha.
30 listopada 2019 roku MLD Entertainment ogłosiło, że Yeonwoo i Taeha odchodzą z grupy i poinformowało, że prowadzi rozmowy z Daisy na temat jej przyszłości w zespole.
30 grudnia Momoland, w sześcioosobowym składzie, wydały single album Thumbs Up z głównym utworem o tym samym tytule.
W styczniu 2020 roku Daisy oświadczyła, że program Finding Momoland był zmanipulowany i oszukał widzów, manipulując głosami. Twierdziła, że po jej eliminacji agencja skontaktowała się z nią z ofertą dołączenia do grupy. MLD Entertainment zaprzeczyło tym twierdzeniom i oświadczyło, że podejmie kroki prawne przeciwko Daisy. 13 maja 2020 roku ogłoszono, że Daisy odeszła z grupy.

### 2020–2023:Starry Night,Ready or Not,Yummy Yummy Lovei rozwiązanie zespołu
11 czerwca 2020 roku został wydany specjalny minialbum Starry Night z głównym utworem o tym samym tytule.
29 czerwca 2020 roku zespół podpisał kontrakt z ICM Partners, planując wejść na amerykański rynek.
17 listopada 2020 roku wydały swój trzeci singel album Ready or Not, zawierający utwór o tym samym tytule jako główny singel. Południowokoreański piosenkarz Psy wziął udział w pisaniu tekstu do tej piosenki.
5 lutego 2021 roku grupa wydała cover utworu „Wrap Me in Plastic" autorstwa CHROMANCE.
14 stycznia 2022 roku grupa wydała swój angielski singel „Yummy Yummy Love" we współpracy z Natti Natashą. Piosenka otrzymała nominację do Latin American 2022 Juventud Awards, dzięki czemu Momoland stały się pierwszym koreańskim zespołem nominowanym do tej nagrody.
27 stycznia 2023 roku MLD Entertainment ogłosiło, że zespół odszedł z wytwórni po wygaśnięciu umów członkiń, jednak nie podano bezpośrednio, że zespół się rozwiązał. 14 lutego 2023 roku Momoland oficjalnie ogłosiły swoje rozwiązanie.

## Członkinie
| Pseudonim       | Pseudonim | Prawdziwe imię      | Prawdziwe imię | Data urodzenia        | Pozycja                 |
| Latynizacja     | Hangul    | Latynizacja         | Hangul         | Data urodzenia        | Pozycja                 |
| --------------- | --------- | ------------------- | -------------- | --------------------- | ----------------------- |
| Hyebin          | 혜빈      | Lee Hye-bin         | 이혜빈         | 12 stycznia 1996(dts) | liderka, główna raperka |
| Jane            | 제인      | Sung Ji-yeon        | 성지연         | 20 grudnia 1997(dts)  | wokal, główna tancerka  |
| Nayun           | 나윤      | Kim Nayun           | 김나윤         | 31 lipca 1998(dts)    | wokal                   |
| JooE            | 주이      | Lee Joo-won         | 이주원         | 18 sierpnia 1999(dts) | główny wokal            |
| Ahin            | 아인      | Lee Ah-in           | 이아인         | 27 września 1999(dts) | prowadzący wokal        |
| Nancy           | 낸시      | Nancy Jewel McDonie | 낸시맥도니     | 13 kwietnia 2000(dts) | wokal                   |
| Byłe członkinie |           |                     |                |                       |                         |
| Yeonwoo         | 연우      | Lee Da-bin          | 이다빈         | 1 sierpnia 1996(dts)  | wokal                   |
| Taeha           | 태하      | Kim Tae-ha          | 김태하         | 3 czerwca 1998(dts)   | główny wokal            |
| Daisy           | 데이지    | Yoo Jeong-ahn       | 유정안         | 22 stycznia 1999(dts) | raperka                 |

## Dyskografia

### Albumy studyjne
- Chiri Chiri (2019, japoński)

### Minialbumy
| Rok  | Dane dot. albumu | Najwyższa pozycja | Sprzedaż       |
| Rok  | Dane dot. albumu | KOR               | Sprzedaż       |
| ---- | --- | ----------------- | -------------- |
| 2016 | Welcome to Momoland - Wydany: 10 listopada 2016 - Wytwórnia: Dublekick Company, LOEN Entertainment - Format: CD, digital download | 28                | - KOR: 2482+   |
| 2017 | Freeze! - Wydany: 22 sierpnia 2017 - Wytwórnia: Dublekick Company, LOEN Entertainment - Format: CD, digital download              | 17                | - KOR: 3664+   |
| 2018 | Great! - Wydany: 3 stycznia 2018 - Wytwórnia: Dublekick Company, LOEN Entertainment - Format: CD, digital download                | 3                 | - KOR: 22 596+ |
| 2018 | Fun to the World - Wydany: 26 czerwca 2018 - Wytwórnia: MLD Entertainment, Kakao M - Format: CD, digital download                 | 6                 | - KOR: 14 498+ |
| 2019 | Show Me - Wydany: 20 marca 2019 - Wytwórnia: MLD Entertainment - Format: CD, digital download                                     | 7                 | - KOR: 9153+   |
| 2020 | Starry Night - Wydany: 11 czerwca 2020 - Wytwórnia: MLD Entertainment - Format: CD, digital download                              | 21                | - KOR: 4817+   |

### Kompilacja
- Momoland The Best ～Korean Ver.～ (2018)

### Single album
| Rok  | Dane dot. albumu                                                                                       | Najwyższa pozycja | Sprzedaż     |
| Rok  | Dane dot. albumu                                                                                       | KOR               | Sprzedaż     |
| ---- | --- | ----------------- | ------------ |
| 2019 | Thumbs Up - Wydany: 30 grudnia 2019 - Wytwórnia: MLD Entertainment - Format: CD, digital download      | 4                 | - KOR: 5688+ |
| 2020 | Ready or Not - Wydany: 17 listopada 2020 - Wytwórnia: MLD Entertainment - Format: CD, digital download | 25                | - KOR: 3524+ |

### Single
| Rok                                                             | Tytuł                                | Najwyższa pozycja | Najwyższa pozycja | Najwyższa pozycja | Najwyższa pozycja | Sprzedaż          | Album               |            |
| Rok                                                             | Tytuł                                | KOR (Gaon)        | KOR K-pop 100     | JPN               | JPN Hot100        | Sprzedaż          | Album               |            |
| Koreańskie                                                      | Koreańskie                           | Koreańskie        | Koreańskie        | Koreańskie        | Koreańskie        | Koreańskie        | Koreańskie          | Koreańskie |
| --------------------------------------------------------------- | ------------------------------------ | ----------------- | ----------------- | ----------------- | ----------------- | ----------------- | ------------------- | ---------- |
| 2016                                                            | „JJan! Koong! Kwang! (짠쿵쾅)”       | –                 | X                 | –                 | –                 | –                 | Welcome to Momoland |            |
| 2017                                                            | „Wonderful Love (어마어마해)”        | –                 | X                 | –                 | –                 | –                 | Freeze!             |            |
| 2017                                                            | „Freeze (꼼짝마)”                    | –                 | –                 | –                 | –                 | –                 | Freeze!             |            |
| 2018                                                            | „Bboom Bboom (뿜뿜)”                 | 2                 | 2                 | –                 |                   | - KOR: 2 500 000+ | Great!              |            |
| 2018                                                            | „Baam”                               | 13                | 9                 | –                 | 12                | dane niedostępne  | Fun to the World    |            |
| 2019                                                            | „I'm So Hot”                         | 81                | 36                | –                 | 51                | dane niedostępne  | Show Me             |            |
| 2019                                                            | „Thumbs Up”                          | 137               | 83                | –                 | –                 | dane niedostępne  | Thumbs Up           |            |
| 2020                                                            | „Starry Night”                       | —                 | –                 | –                 | –                 | dane niedostępne  | Starry Night        |            |
| 2020                                                            | „Ready or Not”                       | —                 | —                 | —                 | —                 | dane niedostępne  | Ready or Not        |            |
| Japońskie                                                       |                                      |                   |                   |                   |                   |                   |                     |            |
| 2018                                                            | „Bboom Bboom”                        | –                 | –                 | 4                 | 9                 | - JPN: 22 198+    | Chiri Chiri         |            |
| 2018                                                            | „Baam”                               | –                 |                   | 8                 |                   | - JPN: 13 348+    | Chiri Chiri         |            |
| 2019                                                            | „I’m So Hot”                         | –                 | –                 | 8                 | 53                | - JPN: 10 148+    | Chiri Chiri         |            |
| 2019                                                            | „Pinky Love”                         | —                 | –                 | –                 | –                 |                   | Chiri Chiri         |            |
| Angielskie                                                      |                                      |                   |                   |                   |                   |                   |                     |            |
| 2022                                                            | „Yummy Yummy Love” (z Natti Natasha) | –                 | –                 | –                 | –                 | dane niedostępne  | –                   |            |
| "–" oznacza brak notowania. "X" oznacza, że lista nie istniała. |                                      |                   |                   |                   |                   |                   |                     |            |